# Dermiscellum
Dermiscellum is een monotypisch geslacht van korstmossen behorend tot de familie Caliciaceae. Het bevat alleen Dermiscellum catawbense.